# Ribamar Fiquene
Ribamar Fiquene é um município brasileiro do estado do Maranhão, pertencente à Região Geográfica Imediata de Imperatriz, localizado na Região Nordeste do país. Sua sede está situada a uma latitude de 05º55'18" Sul e uma longitude de 47º22'33" Oeste.

## História
O município de Ribamar Fiquene tem suas raízes históricas em um pequeno povoado formado em 1955, conhecido como Sumaúma. O nome do povoado foi inspirado em uma imponente árvore amazônica chamada sumaúma e também batizou o riacho que corria próximo à região central da comunidade. Sua origem foi marcada por uma localização estratégica e um contexto de mudanças econômicas significativas.
O desenvolvimento da área ganhou impulso com a construção da BR-010, mais conhecida como Rodovia Belém-Brasília, que trouxe novas possibilidades de transporte e acesso à região. Além disso, outro fator decisivo para a consolidação do povoado foi o declínio da mineração de diamantes, que anteriormente desempenhava um papel importante na economia local. Os garimpos do Riacho Barbosa e do povoado de Garimpo Clementino, que eram grandes pontos de exploração, enfrentaram um esgotamento das jazidas, resultado de décadas de extração intensiva. Com isso, muitos garimpeiros deixaram a região, e os que permaneceram buscaram novas formas de sustento.
Nesse cenário de transformações, o povoado de Sumaúma passou a ser o lar de atividades mais estáveis, como a agricultura e a pecuária. Também se destacou a extração de materiais naturais, como areia e seixo, aproveitando os recursos disponíveis na região. O antigo povoado de Garimpo Clementino contribuiu culturalmente para a formação de Sumaúma ao transferir seu padroeiro, São Sebastião, para o novo local, fortalecendo os laços religiosos e comunitários do povoado.
Com o passar dos anos, Ribamar Fiquene se consolidou como um importante polo de produção agrícola e pecuária na região. A economia local foi diversificada, destacando-se o cultivo de alimentos como arroz, feijão, mandioca, banana, mamão, tomate, melancia e pepino. A pecuária também teve grande relevância, com a criação de gado para produção de carne e leite. A combinação dessas atividades produtivas transformou o município em um ponto estratégico de abastecimento para áreas vizinhas, garantindo sua sustentabilidade econômica e seu papel de destaque no cenário regional.
Foi criado pela Lei N.º 6.131, de 10 de novembro de 1994, com sede no Povoado Sumaúma, a ser desmembrado do município de Montes Altos.

## Etimologia
O nome do município é uma homenagem ao político e empresário José de Ribamar Fiquene.
Antigamente, o nome do município era Sumaúma que é uma árvore do bioma amazônico, que também aconteceu mesma coisa com o riacho próximo que foi batizado pelo mesmo nome, Sumaúma na Língua tupi significa ''Árvore imponente''.

## Geografia
Sua população estimada em 2014 era de 7 563 habitantes.

## Clima
A cidade tem um clima tropical de acordo com Köppen-Geiger. A temperatura média é de 27,1 °C. A precipitação média anual é de 1780 mm.
|                   | Jan  | Fev  | Mar  | Apr  | Mai  | Jun  | Jul | Ago | Set  | Out | Nov  | Dez  |   |      |
| Temperatura (°C)  | 25.7 | 25.5 | 25.5 | 25.8 | 26.4 | 27.3 | 28  | 29  | 29.5 | 29  | 27,6 | 26,5 | Ø | 27,1 |
| precipitação (mm) | 214  | 223  | 229  | 161  | 79   | 8    | 6   | 2   | 15   | 49  | 107  | 155  | Σ | 1780 |

## Infraestrutura

### Principais Vias
• Rodovia Bernardo Sayão 
• Avenida João Boueres 
• Rua Grupo
• Rua Pernambuco 
• Avenida Tocantins
• Rua do Campo
• Rua Paraná
• Rua Pará
• Avenida Principal 
• Avenida Joana Costa 
• Rua Sarapião Costa 

### Principais Logradouros Públicos
• Estrada da Praia Sumaúma entre a Ferrovia Norte-Sul
• Cemitério Municipal
• Praça 10 de Novembro
• Estádio Municipal Mirandão 
• Praça Emídia Cruz Pinto